# Wienerfilharmonikernas nyårskonsert 1979
Wienerfilharmonikernas nyårskonsert 1979 räknas som den 39:e Nyårskonserten från Wien och ägde rum den 1 januari 1979 i Wiens Musikverein. Den dirigerades för 25:e gången gången av Willi Boskovsky. Det var den 21:a nyårskonserten vars 2:a del sändes på TV via Eurovision. Den sändes också för 14:e gången på Intervision, TV-föreningen för de tidigare socialistiska staterna. Årsdagen av Boskovskys 25:e dirigering hedrades flera gånger under konserten. Ingen anade att det skulle bli hans sista dirigering av en nyårskonsert med Wienerfilharmonikerna. På grund av sjukdom fick Lorin Maazel ta över dirigeringen 1980.
Verk av inte mindre än sex olika kompositörer framfördes: Johann Strauss den äldre, Johann Strauss den yngre, Josef Strauss, Eduard Strauss, Carl Michael Ziehrer och Franz von Suppé.

## Historia
Strikt räknat var det Wienerfilharmonikernas 34:e nyårskonsert, eftersom det inte var förrän 1946 som Josef Krips introducerade denna titel, som behölls 1947 och därefter. Dessutom var det den 40:e Årsskifteskonserten, då det vid årsskiftet 1939/40 gavs en Außerordentliches Konzert (extraordinär konsert) av Wienerfilharmonikerna, som dock ägde rum på nyårsafton 1939. Från 1941 dirigerades den av Clemens Krauss, med undantag för åren 1946 och 1947 då Krauss förbjöds att dirigera på grund av sin närhet till nazistregimen och ersattes av Josef Krips.
Efter Clemens Krauss död 1954 valdes Willi Boskovsky enhälligt av orkestermedlemmarna till positionen som permanent dirigent för nyårskonserten, som han dirigerade för första gången 1955 (och fram till 1979). Willi Boskovsky är ihågkommen för att han dirigerade stora delar av konserten (mestadels valserna), med violinstråken och fiolen vilande på höften (emellanåt låg den på ett litet bord bredvid dirigentpulten). Han använde ytterst sällan en taktpinne.
Willi Boskovskys 25-årsjubileum som dirigent hedrades i programmet med två verk av Josef Strauss, den mellersta av bröderna Strauss, som Boskovsky var engagerad i från första början. Hans polka Die Emancipirte, vilken ingick i programmet till hans första dirigering 1955 (och framfördes där för första gången), var en. Hans polka Rudolfsheimer var en andra musikalisk hyllning, eftersom Boskovsky själv kom från staden Rudolfsheim; detta stycke framfördes för andra gången i en nyårskonsert.
Enskilda musikstycken ackompanjerades av balettinspelningar. Medlemmar ur baletten i Wiener Staatsoper dansade och koreografin gjordes av Gerlinde Dill.
Den andra delen av nyårskonserten sändes på TV. Det var ett Eurovision-program för andra året gemensamt producerat av österrikiska ORF och Zweite Deutsches Fernsehen (ZDF). Genom ett samarbete 1966 med Intervision – en institution jämförbar med Eurovision i dåtidens socialistiska länder – sändes Wienerfilharmonikernas nyårskonsert till Bulgarien, Östtyskland och Ungern. Förutom i Österrike sändes programmet i Belgien, Västtyskland, Frankrike, Storbritannien, Italien, Nederländerna, Sverige, Schweiz, Finland, Norge, Spanien, Danmark, Luxemburg, Portugal, Irland och Jugoslavien.
1973 började regelbundna TV-sändningar över hela världen, vilka har varit en integrerad del av nyårskonserterna sedan dess. Från början enbart den andra delen och från 1991 hela konserten. I andra icke-europeiska länder sändes denna konsert till Algeriet, Chile, Costa Rica, Ecuador, Hong Kong, Japan, Jordanien, Marocko, Mauritius, Mexiko, Sydafrika, Taiwan och Venezuela. Totalt sändes det i 32 stater.

## Program

### 1:a delen
1. Johann Strauss den äldre: Loreley-Rheinklänge, Vals, op. 154
2. Johann Strauss den yngre: Bitte schön!, Polka française, op. 372
3. Eduard Strauß: Ohne Bremse, Polka schnell, op. 238
4. Johann Strauss den yngre: Wein, Weib und Gesang, Vals, op. 333
5. Josef Strauss: Die Emancipirte, Polka mazur, op. 282
6. Carl Michael Ziehrer: Hereinspaziert, Vals ur operetten Der Schätzmeister, op. 518*

### 2. Teil
1. Franz von Suppé:  Ouvertyr till Die schöne Galathée*
2. Johann Strauss den yngre: Bei uns z'Haus, Vals, op. 361 (i programarkiv: Vals för manskör och orkester, framfördes enbart instrumentalt.)
3. Josef Strauss: Moulinet-Polka, Polka française, op. 57
4. Johann Strauss den yngre: Tik-Tak-Polka, Polka schnell, op. 365
5. Johann Strauss den yngre och Josef Strauss: Pizzicato-Polka
6. Josef Strauss: Rudolfsheimer-Polka, Polka schnell, op. 152
7. Josef Strauss: Sphärenklänge, Vals, op. 235
8. Johann Strauss den yngre: Auf der Jagd, Polka schnell, op. 373

### Zugaben
1. Johann Strauss den yngre: Leichtes Blut, Polka schnell, op. 319
2. Johann Strauss den yngre: An der schönen blauen Donau, Vals, op. 314
3. Johann Strauss den äldre: Radetzkymarsch, op. 228

Verkförteckningen och verkens ordning finns på Wienerfilharmonikernas webbplats.
De verk markerade med * stod för första gången på programmet till en nyårskonsert.

## Weblänkar
- Programmet till nyårskonserten 1979 på wienerphilharmoniker.at